# Gnetum macrostachyum
Gnetum macrostachyum är en kärlväxtart som beskrevs av Joseph Dalton Hooker. Gnetum macrostachyum ingår i släktet Gnetum och familjen Gnetaceae. Inga underarter finns listade i Catalogue of Life.